# Spizixos
Spizixos là một chi chim biết hót trong họ Pycnonotidae. Chi này chỉ chứa 2 loài chim chào mào là: 
- Chào mào mỏ lớn (Spizixos canifrons)
- Chào mào khoang cổ (Spizixos semitorques)